# Tago Mago
| Recensione                        | Giudizio       |
| --------------------------------- | -------------- |
| AllMusic                          | [ 1 ]          |
| PopMatters                        | [ 2 ]          |
| Storia della musica               | [ 3 ]          |
| Sputnikmusic                      | 5.0 (Classic)  |
| Piero Scaruffi                    | [ 5 ]          |
| Ondarock                          | Pietra miliare |
| Dizionario del Pop-Rock           | [ 7 ]          |
| 24.000 dischi                     | [ 8 ]          |
| The New Rolling Stone Album Guide | [ 9 ]          |

Tago Mago è il secondo album in studio del gruppo krautrock tedesco Can, pubblicato nel dicembre 1971.
Si tratta del primo album della band con ufficialmente alla voce Damo Suzuki dopo la fuoriuscita del cantante Malcolm Mooney nel 1970, anche se il giapponese era già sporadicamente apparso in qualche pezzo del precedente Soundtracks. Registrato in un castello vicino a Colonia, il disco è costituito da lunghe tracce sperimentali di improvvisazione rock, ritmi funk e musique concrète.
Tago Mago è stato descritto come il capolavoro dei Can e la loro opera più estrema in termini di architettura sonora. È considerato dalla critica come uno dei migliori album della storia del rock nonché uno dei più influenti. Drowned in Sound lo definì "probabilmente il disco rock più influente mai registrato."

## Il disco
Tago Mago fu messo in commercio nel dicembre del 1971 (in origine nel formato di doppio LP).

### Registrazione e produzione
A seguito dell'abbandono di Malcolm Mooney nel 1970, i Can erano rimasti senza un cantante solista. Il bassista Holger Czukay conobbe Kenji "Damo" Suzuki mentre quest'ultimo suonava per strada all'esterno di un bar a Monaco di Baviera. Si presentò come membro di un gruppo rock sperimentale e lo invitò ad unirsi a loro. Quella sera stessa, Suzuki si esibì con la band al "Blow Up Club" e successivamente divenne un membro stabile dei Can a tutti gli effetti.
L'album fu registrato da Holger Czukay all'Inner Space Studio, ubicato in un castello presso Colonia, tra il novembre 1970 e il febbraio 1971. All'inizio del 1968 la band era stata invitata a rimanere lì per un anno senza pagare l'affitto dal collezionista d'arte Christoph Vohwinkel, che aveva affittato il castello con l'idea di trasformarlo in un centro d'arte.
Il processo di registrazione necessitò tre mesi per il completamento, con sessioni che spesso duravano anche sedici ore al giorno. Attraverso il montaggio sonoro, Czukay trasformò queste lunghe, disorganizzate jam session in brani strutturati. A causa del forte riverbero del salone del castello dove incidevano, Czukay sfruttò la dispersione sonora limitando la band ad utilizzare solo tre microfoni, condivisi tra loro dal vocalist Damo Suzuki e dal batterista Jaki Liebezeit. Nel brano Aumgn, il tastierista Irmin Schmidt sperimentò con generatori sinusoidali e oscillatori al posto dei tipici sintetizzatori. Fu grazie alla moglie di Irmin Schmidt e manager del gruppo, Hildegard Reittenberg, che Tago Mago divenne un album doppio, poiché insistette per includere anche quel materiale che gli stessi Can avrebbero invece preferito lasciar fuori per future pubblicazioni.
Questo fu il primo album dei Can ad essere composto non solo da musica registrata regolarmente, ma anche da "registrazioni intermedie", in cui Czukay registrò segretamente i musicisti mentre jammavano durante le sessioni di pre-produzione. Inoltre, Czukay catturò nelle registrazioni le grida di un bambino che era entrato per errore nella stanza durante la registrazione, così come l'ululato di un cane appartenente a Vohwinkel.
Secondo Czukay, il titolo dell'album deriva da Tagomago, un'isola minore sulla costa orientale di Ibiza.
Il disco venne originariamente pubblicato in Germania come doppio LP nell'agosto 1971 dalla United Artists Records. La versione pubblicata nel Regno Unito, con una copertina diversa, uscì nel febbraio 1972.

### Descrizione

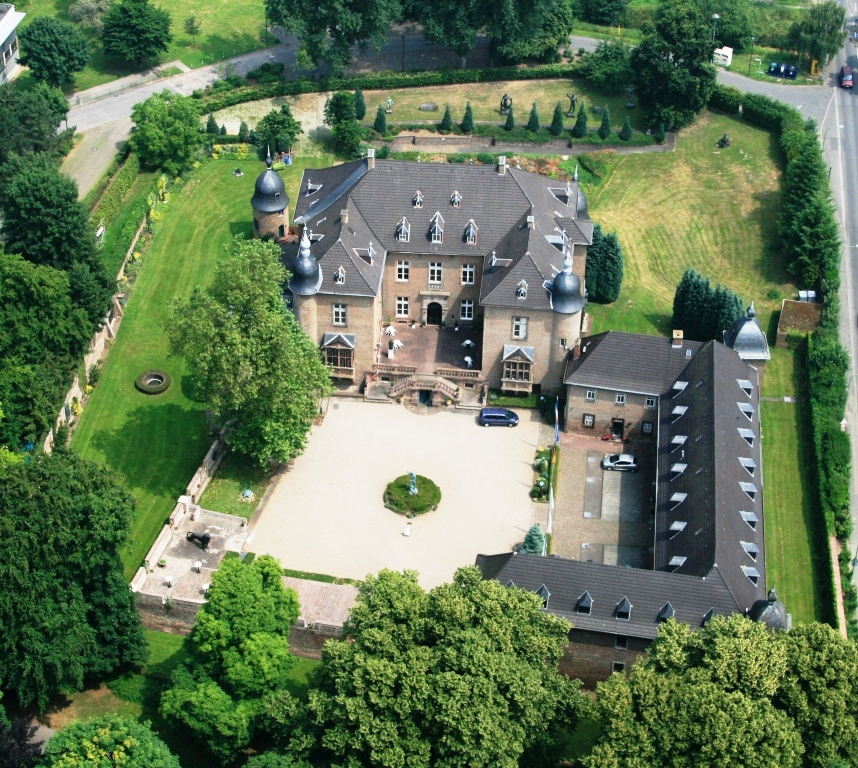
Il castello Schloss Nörvenich, dove fu registrato Tago Mago

Julian Cope scrisse in Krautrocksampler che Tago Mago "suona solo come se stesso, come nessuno prima o dopo", e descrisse i testi dei brani come uno "scavo nell'Inconscio". Dummy lo definì "un'opera che ha definito un genere di musica psichedelica e di rock sperimentale." Il critico Simon Reynolds descrisse le sonorità del disco "avant-funk sciamanico." Tago Mago colse i Can nell'atto di una trasformazione verso sonorità più orientate al jazz e alla sperimentazione rispetto ai precedenti lavori, con pezzi strumentali maggiormente lunghi, interludi strumentali e meno parti cantate; un cambiamento causato dalle drammatiche differenze di stile tra Suzuki e l'ex cantante Mooney. Per l'album i Can trassero ispirazione da fonti diverse come Miles Davis e la musica elettronica d'avanguardia. L'album si ispirò anche all'occultista Aleister Crowley, cosa che si riflette attraverso il suono oscuro dell'album oltre che nel titolo preso da Tagomago, isola legata alla leggenda di Crowley, e nel titolo della traccia Aumgn, che era stato il modo di Crowley di "aggiornare" il famoso mantra indù Om. Czukay disse che l'album era "un tentativo di raggiungere un mondo musicale misterioso, un viaggio andata e ritorno dalla luce all'oscurità". Il gruppo si riferì a Tago Mago come il loro "disco magico". Le tracce che compongono l'opera sono state descritte come "misteriose e contenenti segreti proibiti". Tago Mago è diviso in due LP, il primo più convenzionale e strutturato mentre il secondo più sperimentale ed improvvisato.
La traccia d'apertura, Paperhouse, è uno dei pezzi più brevi dell'album. Il critico di Allmusic Ned Raggett descrisse il brano "iniziare con un suono basso, prima di amplificarsi in un rimbombante rollio nella parte centrale, quindi calmarsi di nuovo prima di un'ultima esplosione." La traccia successiva Mushroom ha un suono ancora più "dark". Oh Yeah e Halleluhwah contengono elementi che sono stati descritti come "caratteristici" del sound dei Can: "Il canto di Damo Suzuki, che passa da mormorii sommessi a esplosioni aggressive senza preavviso; la batteria maniacale di Jaki Liebezeit; le manipolazioni di produzione di Holger Czukay". Sia Oh Yeah sia Halleluhwah fanno un uso ripetitivo di groove.
Il secondo LP contiene gli sforzi più avant-garde dei Can, con Roni Sarig, autore di The Secret History of Rock che lo definì "più vicino che mai all'avanguardistica musica noise." Includendo le sperimentazioni radio e con i nastri di Holger Czukay, le tracce Aumgn e Peking O hanno portato i critici a scrivere che Tago Mago è il disco più estremo dei Can "in termini di struttura sonora." Oltre ad includere una delle performance canore più estreme da parte di Suzuki che si prodiga in versi, biascichii e rumori di vario genere, Peking O ricorre a un primitivo uso della drum machine, combinata alla batteria tradizionale. Aumgn vede al canto il tastierista Irmin Schmidt al posto di Suzuki. La traccia finale, Bring Me Coffee or Tea, è un ritorno a una relativa calma, con una forma canzone più classica.
La lunga traccia Halleluhwah fu accorciata da 18½ minuti a 3½ per l'inclusione come B-side nel singolo Turtles Have Short Legs, una canzone racconto incisa durante le sessioni di Tago Mago e pubblicata dalla Liberty Records nel 1971.

## Edizione 40º anniversario
Nel 2011 la Spoon Records ha pubblicato, in occasione del quarantesimo anniversario, una versione in doppio CD dell'album. Il primo contiene l'album originale rimasterizzato mentre il secondo disco è composto da 3 tracce registrate dal vivo nel 1972 tra cui il brano Spoon dalla durata di quasi mezz'ora.

## Tracce
Tutti i brani composti dai Can.
Lato A
1. Paperhouse – 7:29
2. Mushroom – 4:08
3. Oh Yeah – 7:22

Lato B
1. Halleluhwah – 18:32

Lato C
1. Aumgn – 17:22

Lato D
1. Peking O. – 11:35
2. Bring Me Coffee Or Tea – 6:47

Edizione doppio CD del 2011, pubblicato dalla Spoon Records (40SPOON6/7)
Tutti i brani composti dai Can.
CD 1 - Tago Mago
1. Paperhouse – 7:29
2. Mushroom – 4:08
3. Oh Yeah – 7:22
4. Halleluwah – 18:32
5. Aumgn – 17:22
6. Peking O – 11:35
7. Bring Me Coffee Or Tea – 6:47

CD 2 - Live 1972
1. Mushroom – 8:42
2. Spoon – 29:55
3. Halleluhwah – 9:12

## Formazione
- Holger Czukay - basso
- Michael Karoli - chitarra
- Jaki Liebezeit - batteria
- Irmin Schmidt - organo, pianoforte elettrico
- Kenji Damo Suzuki - voce

Note aggiuntive
- Can - produttori, arrangiamenti, composizioni
- Registrazioni effettuate all'Inner Space Studios di Colonia (Germania)
- Holger Czukay - ingegnere delle registrazioni
- Ulrich Eichberger - design copertina album[38]